# داریل داوکینز
داریل داوکینز (انگلیسی: Darryl Dawkins; ۱۱ ژانویهٔ ۱۹۵۷ – ۲۷ اوت ۲۰۱۵) بازیکن بسکتبال اهل ایالات متحده آمریکا بود.
از فیلم‌ها یا برنامه‌های تلویزیونی که وی در آن نقش داشته‌است می‌توان به انفجار بزرگ اشاره کرد.
از باشگاه‌هایی که در آن بازی کرده‌است می‌توان به المپیا میلان، یوتا جاز، بروکلین نتس، فیلادلفیا سونتی‌سیکسرز، هارلم گلوبتراترز، و دیترویت پیستونز اشاره کرد.